# 今村宮
今村宮（いまむらぐう）は、岡山県岡山市北区にある神社。祭神は天照大御神、八幡大神、春日大神の3柱。旧社格は県社。

## 概要
岡山市街地西部の今に鎮座する。元々は、建武元年（1334年）に陸奥国白河領主の菖蒲正寿が内山下榎馬場（現在の岡山県庁北側）に天照大御神・八幡大神・春日大神を勧請し、三社明神または三社宮と呼ばれていた。また、現在の今村宮の地には八幡宮があった。
天正8年（1580年）宇喜多直家が岡山城を拡張し、その際に当神社を現在の地（旧・今野村）に移転し、移転当時は三社八幡宮と呼ばれたが、江戸時代になって今村宮と改められた。
元和9年（1623年）に今日見られる本殿が再建された。この本殿は三間二間桧皮葺の三間社流造りで昭和30年（1955年）に岡山県指定重要文化財に指定された。
このように遷座した経緯があるため、現在地と元来鎮座していた岡山市中心部が氏子となっている。古くから岡山市中心部の産土神として崇敬されており、土光敏夫など著名人の奉納銘も見られる。また、常ノ花寛市・出羽海を継承（山野辺寛一）はこの社を崇敬したため、拝殿には横綱（まわし）の絵馬、肖像額などが献納してある。
黒住教の創始者である黒住宗忠は黒住教を始めるまでは、今村宮の禰宜であった。（父も禰宜で黒住宗忠は三男である）

## 秋祭り
例年10月第2土曜日・日曜日に開催される。
令和2年は、新型コロナウイルス感染拡大防止のため、開催中止となった。

## 交通アクセス
- 天満屋・岡山駅から岡電バス「健康づくり財団行き」に乗車、「今村宮」下車。